# مونجئونگ-دونگ
مونجئونگ-دونگ (به لاتین: Munjeong-dong) یک منطقهٔ مسکونی در کره جنوبی است که در Songpa District واقع شده‌است.